# Macedon Ranges
Macedon Ranges är en kommun i Australien. Den ligger i delstaten Victoria, omkring 62 kilometer nordväst om delstatshuvudstaden Melbourne. Antalet invånare är 46 100 vid folkräkningen 2016.
Följande samhällen finns i Macedon Ranges:
- Gisborne
- Kyneton
- Romsey
- Woodend
- Macedon
- Mount Macedon
- Lancefield
- Malmsbury
- Clarkefield